# Ugandská dráha
Ugandská dráha (anglicky Uganda Railway) byla železniční síť úzkorozchodných tratí a bývalá britská státní železniční společnost. Trati propojovaly vnitrozemí Ugandy a Keni s přístavem Mombasa u Indického oceánu. Společnost doznala několik dělení a fúzí a trati, které nejsou v současnosti vesměs provozovány, jsou ve správě železničních společností dotyčných států.

## Výstavba

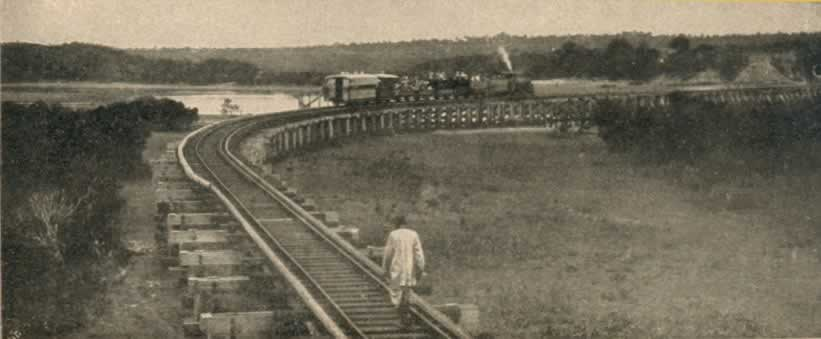
Trať poblíž Mombasy kolem roku 1899

Před výstavbou železnice zbudovala Britská východoafrická společnost v roce 1890 silnici z Mombasy do Busie v délce 970 kilometrů a nahradila tak starou karavanní stezku. Ugandská dráha, která byla postavena během dělení Afriky, byla ve své době opravdovou strategickou železnicí v tropické Africe. Pomocí parního pohonu mohli Britové do Ugandy snáze přepravovat lidi a vojáky a zajistili si dominanci v oblasti afrických Velkých jezer.
Ugandská dráha byla pojmenována po svém cíli, přičemž její původní trasa ve skutečnosti ležela na území budoucí Keni. Stavba byla zahájena v přístavním městě Mombasa v britské východní Africe v roce 1896 a dokončena v roce 1901 v konečné stanici v Kisumu na východním břehu Viktoriina jezera. Železnice byla obrovským logistickým úspěchem a stala se pro Ugandu i Keňu strategicky a ekonomicky životně důležitou. Tím, že odstranila potřebu lidí při přepravě zboží, pomohla potlačit otroctví.

### Řízení
V srpnu 1895 byl britským parlamentem přijat zákon, který povoloval výstavbu železnice z Mombasy na břeh Viktoriina jezera. Dráha zde byla vystavena velké kritice, přičemž mnoho poslanců považovalo její výstavbu za neúměrně drahou. Věcné argumenty spolu s tvrzením, že by to byla ztráta peněz daňových poplatníků, konzervativní vláda snadno odmítla, protože se ve viktoriánské době na veřejné výdaje neaplikovala analýza nákladů a výnosů.
Stavbou byl pověřen George Whitehouse, stavební inženýr se zkušenostmi z celé britské říše. Whitehouse pracoval mezi roky 1895 a 1903 jako hlavní inženýr a od zprovoznění trati v roce 1901 také jako její ředitel. Projekční práce provedl Alexander Rendel z firmy Sir. A. Rendel & Son and Frederick Ewart Robertson.
Železnice má rozchod 1000 mm a téměř celá je jednokolejná s výhybnami na zastávkách. Z Indie bylo dovezeno 200 000 9metrových kolejnic a 1,2 milionu pražců, 200 000 spojek, 400 000 šroubů a 4,8 milionu ocelových nýtů a také ocelové nosníky pro viadukty a zemní tělesa, kvůli čemuž musel být v Mombase postaven moderní přístav Kilindini.
Náklady na výstavbu se odhadují různě: podle jednoho zdroje na 3 miliony GBP (v úrovni 1894), což představuje více než 170 milionů GBP v roce 2005; podle druhého na 5,5 milionu GBP, čili 650 milionů GBP v roce 2016.

### Dělníci
| „                                    | Oficiálně panovalo všeobecné přesvědčení, že člověk, ať otrok, nebo svobodný, který vykonává práci, má zájmy, které si zasluhují starost a ochranu. Mezi poslanci, misionáři nebo úředníky nebyla taková starost o osoby, které pracovaly na stavbě Ugandské železnice, zřejmá. Bylo rozhodnuto železnici postavit co nejrychleji; její stavba byla vnímána téměř jako vojenský útok - oběti byly nevyhnutelné a mohly by být velké, pokud by se mělo dosáhnout cíle a nezastavil se postup | “ |
| — Anthony Clayton a Donald C. Savage | |   |

Téměř všichni pracovníci podílející se na výstavbě trati pocházeli z Britské Indie. Zprostředkovatel odpovědný za nábor kuliů a řemeslníků sídlil v Karáčí a jemu podřízení zaměstnanci úřadovali v Láhauru, pobočce hlavního náborového střediska. Pracovníci pocházeli z vesnic v Paňdžábu a byli posílání do Karáčí speciálně pronajatými parníky britské indické paroplavební společnosti Krátce po zahájení náboru vypukl v Indii mor, který výstavbu železnice vážně zpozdil. Indická vláda povolila pokračování náboru a emigraci až po vytvoření karanténního tábora v Budapúru, který byl financován společností Ugandské dráhy a kde museli pracovníci strávit před odjezdem čtrnáct dní v karanténě.
Celkem bylo najato 35 729 kuliů a řemeslníků spolu s 1 082 dalšími zaměstnanci, celkem 36 811 osob. Každý zaměstnanec podepsal smlouvu na tři roky s platem dvanácti rupií za měsíc, bezplatnou stravou a návratem do místa jejich najmutí. Při nemoci měli nárok na poloviční plat a bezplatnou lékařskou péči. Nábor pokračoval mezi prosincem 1895 a březnem 1901 a první kuliové se začali vracet do Indie poté, co v roce 1899 jejich smlouvy skončily. Při stavbě železnice zemřelo v letech 1895 až 1903 2 493 pracovníků, průměrně 357 ročně. Zatímco se většina Indů vrátila domů, 6 724 se rozhodlo po dokončení trati zůstat a vytvořilo ve východní Africe indickou komunitu.

### Zákon a pořádek
K udržení práva a pořádku zřídila společnost policejní útvar. Jednotka byla vycvičena, vyzbrojena puškami a její příslušníci nosili uniformy. Tvořili ji Indové a k výcviku a velení zapůjčila indická vláda dva důstojníky. Její počty dosahovaly maximálně 400 mužů a po dokončení železnice byla převelena pod vládu protektorátu.

### Odpor
Na přelomu 20. století byla stavba železnice narušena odporem kmene Nandi. Rebelie skončila poté, co Richard Meinertzhagen zabil v roce 1905 jeho náčelníka.

## Prodloužení a odbočky
Dříve, než byla trať protažena do hlavního města Ugandy Kampala, byly postaveny dvě samostatné trati. První byla 11kilometrová trať mezi přístavem Port Bell na Viktoriině jezeře a Kampalou. Druhou byla trať Jinja - Namasagali, sledující tok Viktoriina Nilu, která měla být zárodkem dalšího prodloužení do Konga a Súdánu. Obě trati byly propojeny přes Viktoriino jezero s Kisumu pomocí trajektů, které sem byly dopraveny ze Skotska (po moři do Mombasy a poté po železnici) v demontovaném stavu a následně znovu smontovány. S Kisumu spojovaly trajekty Port Bell a Jinju, později i další přístavy na jezeře.
Z tratě byly postaveny následující odbočky s cílovými stanicemi:
- Thika (1913)
- jezero Magadi (1915)
- Kitale (1926)
- Naro Moru (1927)
- Soroti (1929)

V roce 1929 byla společnost přeměněna na Keňské a ugandské železnice a přístavy (Kenya and Uganda Railways and Harbours - KURH). V roce 1931 byla síť prodloužena do Kampaly, a to tak, že byla z Nakuru vedena příznivější trasou přes Tororo, a stala se tak hlavní tratí. Téhož roku byla zprovozněna odbočka k Mount Kenya a následujícího roku prodloužena trať z Kisumu do Butere.
V roce 1948 se KURH stala součástí společnosti East African Railways Corporation. Prodlužování tratí pokračovalo (1956) na východ k měďným dolům v Kasese na úpatí Měsíčních hor. V roce 1962 byla zprovozněna kratší trasa do Jinji přes Busembatu, zároveň bylo rozhodnuto o prodloužení trasy ze Soroti k Albertově Nilu, čím byla odsouzena k zániku trať do Namasagali. Prodloužení bylo zprovozněno v roce 1964 do stanice Pakwach a v roce 1969 dále do Aruy na hranicích s Kongem
V roce 1977 byla společnost East African Railways Corporation rozdělena mezi obě země a jednotlivé trati jsou spravovány železničními společnostmi příslušných států. Tím Ugandská dráha formálně zanikla.

## Současný stav

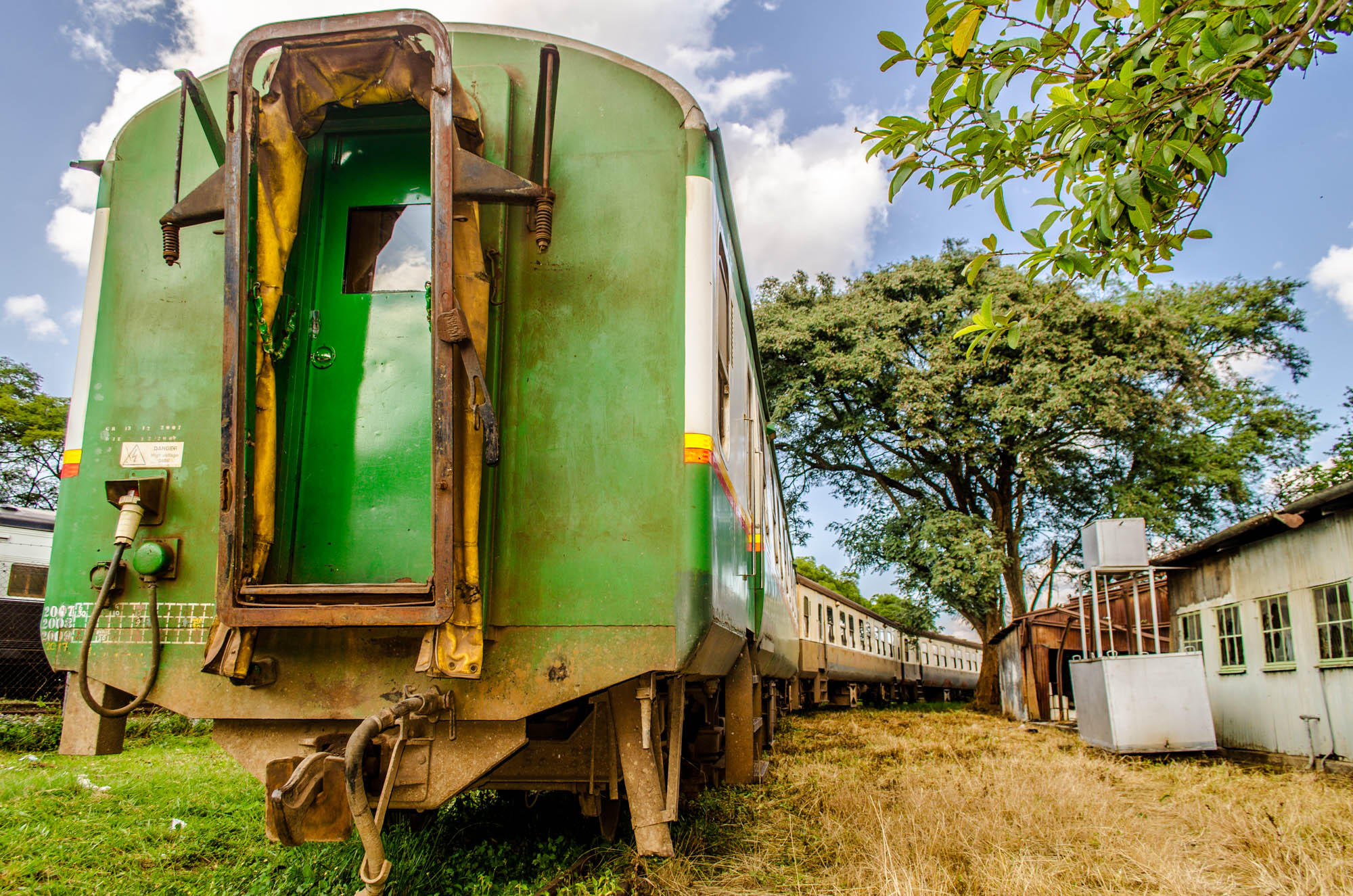
Zastaralý vlak stále v provozu (2017)

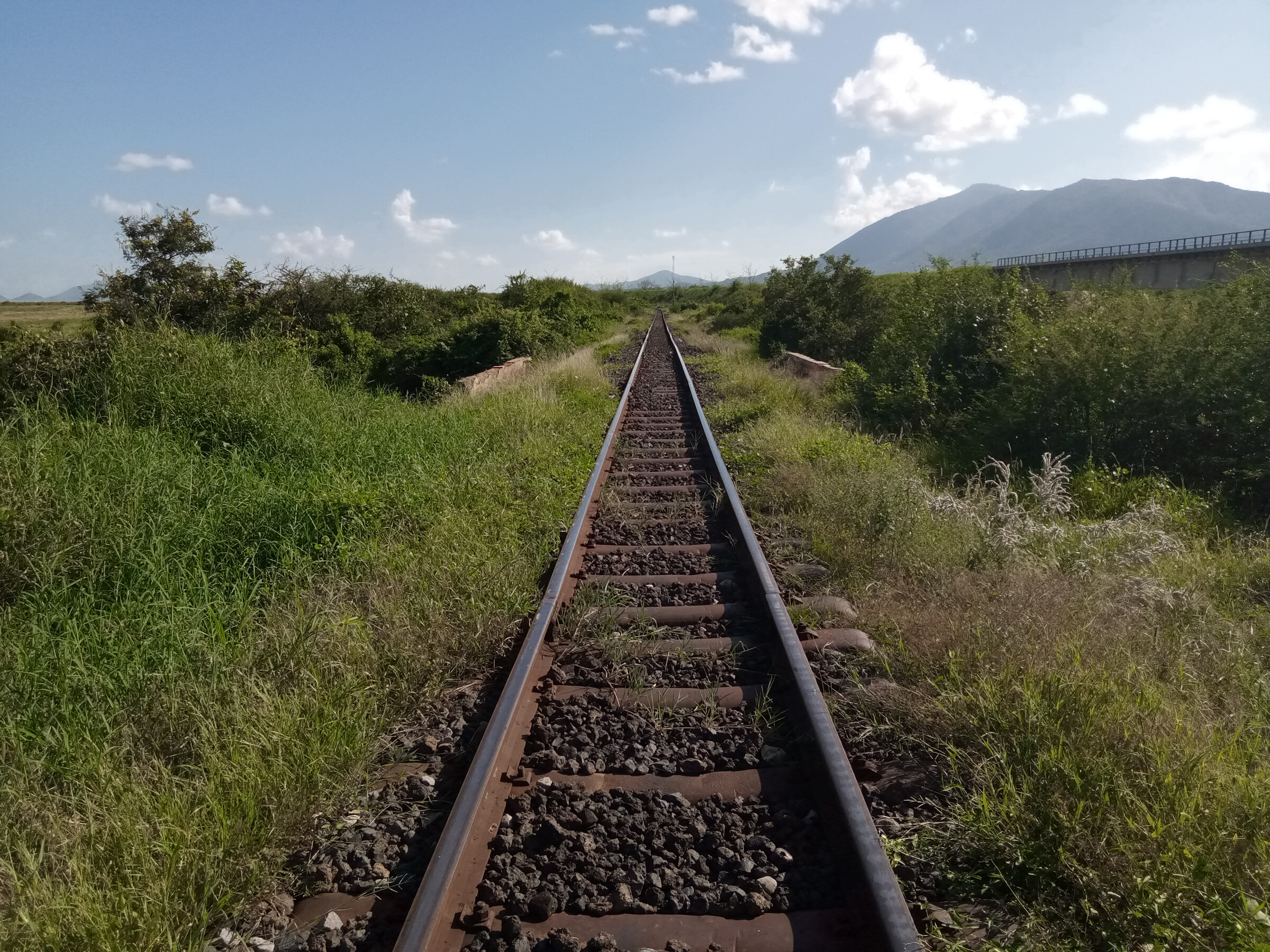
Většina úseků staré metrové trati byla opuštěna a zarostla křovinami

Po rozdělení správy byly železnice v Keni a především v Ugandě zanedbávány, což vyvolalo jejich úpadek. K naprosté devastaci železnice došlo v Ugandě v důsledku rozvratu ekonomiky za vlády Idi Amina a následné války s Tanzanií. K obnově provozu docházelo postupně, podařilo se to na hlavní trati z Kampaly do Torora a po porážce Boží armády odporu také na severní větvi (2013), ale jen do stanice Gulu.
V Keni byla během nepokojů v letech 2007 – 08 trať částečně poškozena, což vedlo k hospodářským obtížím v Ugandě kvůli nedostatečnému zásobování a následným finančním ztrátám. Obnovit provoz v původním rozsahu se již nepodařilo. Hranice mezi Keňou a Ugandou poblíž Kisumu je uzavřena od roku 2012.
V létě 2016 použil reportér časopisu The Economist Lunatic Express z Nairobi do Mombasy. Zjistil, že železnice je ve špatném stavu, odjíždí se se zpožděním 7 hodin a cesta trvá 24 hodin. Poslední vlak s metrovým rozchodem mezi Mombasou a Nairobi vyjel dne 28. dubna 2017.
Po zprovoznění železnice Mombasa – Nairobi 31. května 2017, která byla jako trať normálního rozchodu postavena v letech 2014–2016 souběžně s původní tratí, je původní metrová trať stále používána k osobní přepravě cestujících mezi novým a starým nádražím v centru Nairobi a je také zachován provoz na některých významných odbočkách.

## Lidožraví lvi Tsavo
Nejznámějšími incidenty, které upoutaly pozornost ke stavbě železnice, byla smrt řady stavebních dělníků během výstavby mostu přes řeku Tsavo v roce 1898. Pár lvích samců pronásledoval a zabil během převážně nočních lovů nejméně 28 indických a afrických dělníků, přičemž v některých zdrojích lze nalézt až 135 obětí.

## Šílený expres
Obrovské investice do projektu vyvolaly mnoho skeptických názorů na hodnotu investice. To mělo spolu s úmrtností dělníků a ztrátami pracovní síly v důsledku nemocí, kmenového záškodnictví a nepřátelské divoké zvěře za následek, že se Ugandská dráha nazývala šílenou tratí (Lunatic Line), nebo „gigantickou pošetilosti.“

## Safari turistika

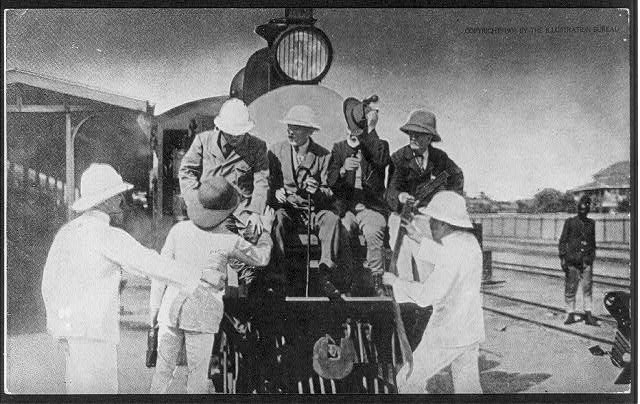
Americký prezident Theodore Roosevelt (sedící vlevo) s přáteli na pozorovací plošině na lokomotivě Ugandské dráhy

Jako moderní dopravní prostředek z východoafrického pobřeží na náhorní plošiny ve vnitrozemí otevřela jízda po Ugandské dráze cestu dobrodružnému safari, které získalo na popularitě již v prvních dvou desetiletích 20. století. Výsledkem bylo, že bylo obvykle zmiňováno v poznámkách napsaných cestovateli britskou východní Afrikou. Cesta železnicí byla zdrojem mnoha romantických pasáží, jako je tato od bývalého amerického prezidenta Theodora Roosevelta, který jel tratí na začátku svého světově proslulého safari v roce 1909.
| „                                                                                 | Železnice, ztělesnění dychtivé, mistrovské, materialistické civilizace dneška, se protlačila oblastí, ve které se příroda, jak z hlediska divokého člověka, tak z divokého zvířete, podstatně neliší od toho, co bylo v Evropě na konci pleistocénu. | “ |
| — Výňatek z článku Theodora Roosevelta v časopisu Scribners' Magazine z roku 1909 | |   |

Cestující byli vyzváni, aby jeli na plošině na přední části lokomotivy (na obrázku vlevo), z níž mohli vidět běžící stáda zblízka. Roosevelt tvrdil, že během cesty „s výjimkou jídla jsem trávil většinu času na denním světle.“